# Riccia frostii
Riccia frostii är en bladmossart som beskrevs av Coe Finch Austin. Riccia frostii ingår i släktet rosettmossor, och familjen Ricciaceae. Inga underarter finns listade i Catalogue of Life.